# Iniistius dea
Iniistius dea es una especie de peces de la familia Labridae en el orden de los Perciformes.

## Morfología
Los machos pueden llegar alcanzar los 30 cm de longitud total.

## Distribución geográfica
Se encuentra desde el India y el noroeste de Australia hasta el sur del Japón y el Mar de la China.